# Llista de monuments de les Comarques Gironines
Llista de monuments de les Comarques Gironines inclosos en l'Inventari del Patrimoni Arquitectònic Català per l'àmbit territorial de les Comarques Gironines. Inclou els inscrits en el Registre de Béns Culturals d'Interès Nacional (BCIN) amb una classificació arquitectònica, els Béns Culturals d'Interès Local (BCIL) immobles i la resta de béns arquitectònics integrants del patrimoni cultural català.
L'any 2014, les Comarques Gironines comptava amb 516 béns culturals d'interès nacional, entre ells 479 monuments històrics, 20 conjunts històrics, 4 «altres» i 13 zones arqueològiques i paleontològiques.
Són conjunts històrics diversos nuclis històrics i recintes fortificats de viles de l'Alt Empordà i la Garrotxa. Són jardins històrics el Parc de la Devesa de Girona, el Jardí Mar i Murtra de Blanes i els Jardins de Santa Clotilde de Lloret de Mar.
Les llistes estan dividides per comarques, desglossades en llistes municipals en els casos més estesos, i en barris en els casos de Girona i Olot:
- Llista de monuments de l'Alt Empordà
- Llista de monuments del Baix Empordà
- Llista de monuments de la Garrotxa
  - Llista de monuments d'Olot
- Llista de monuments del Gironès
  - Llista de monuments de Girona
- Llista de monuments del Pla de l'Estany
- Llista de monuments del Ripollès
- Llista de monuments de la Selva

La província de Girona inclou a més alguns municipis de la llista de monuments de la Baixa Cerdanya i de la llista de monuments d'Osona.

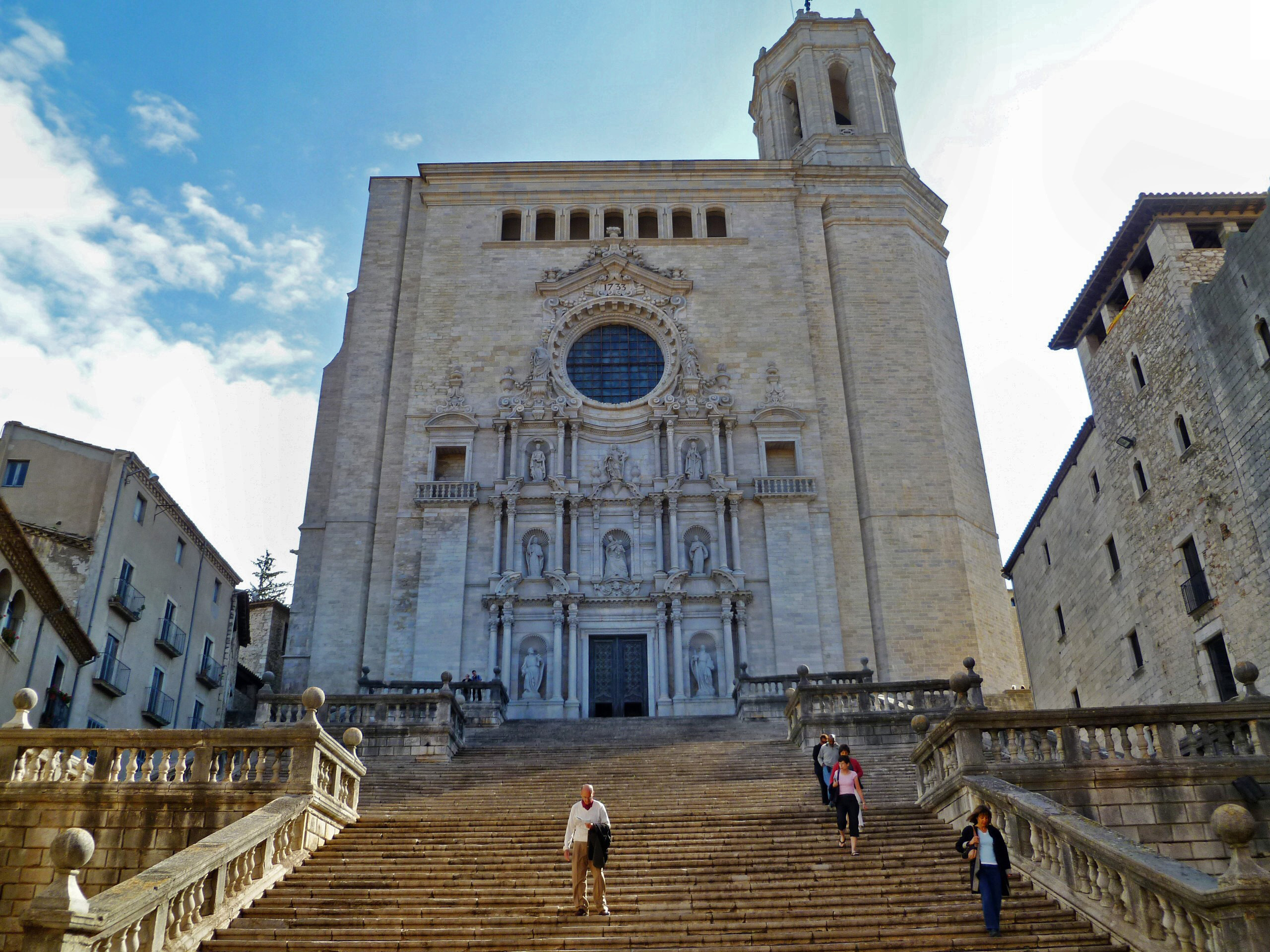
Catedral de Girona
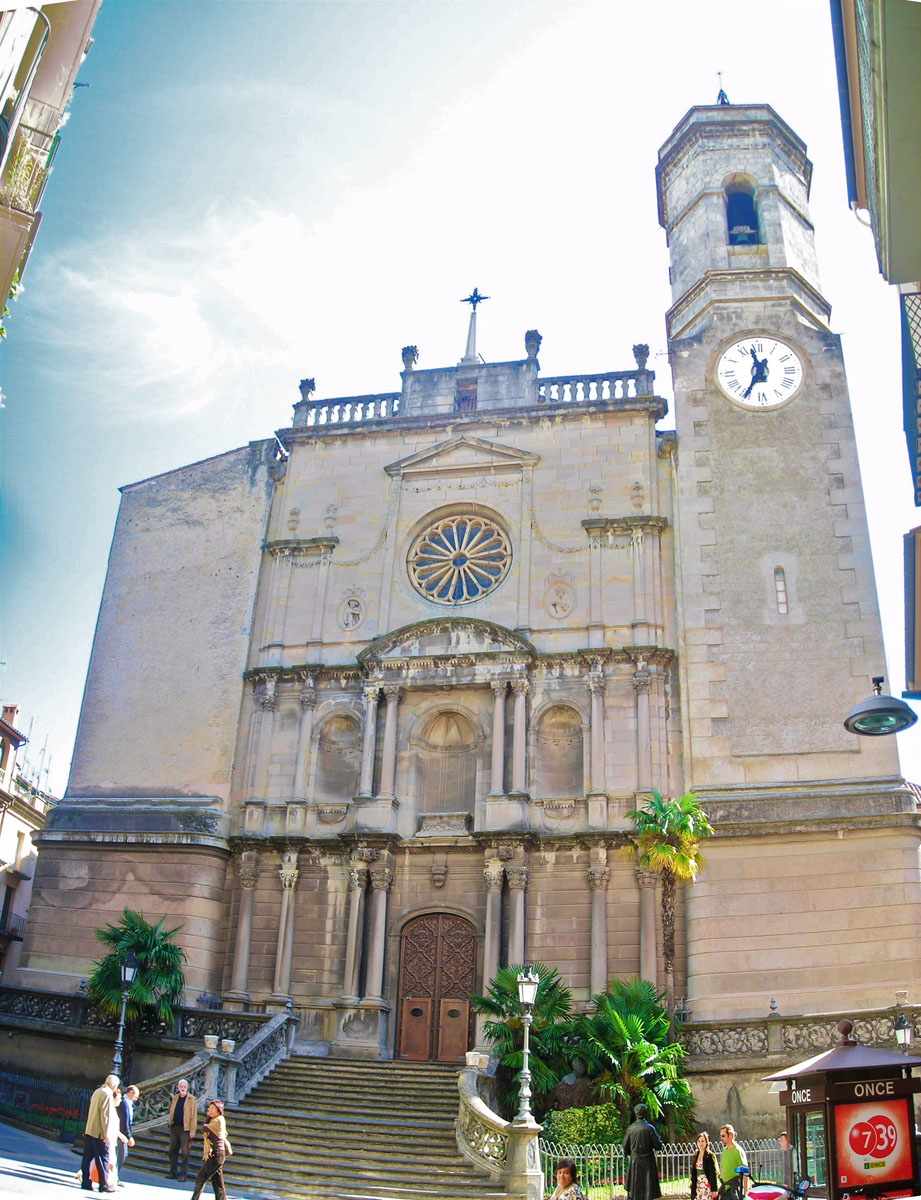
Sant Esteve d'Olot
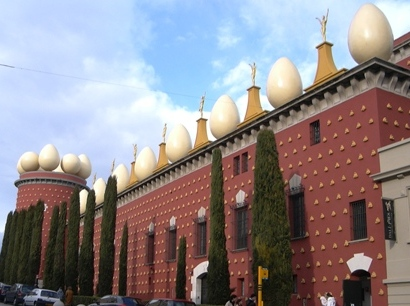
Torre Gorgot
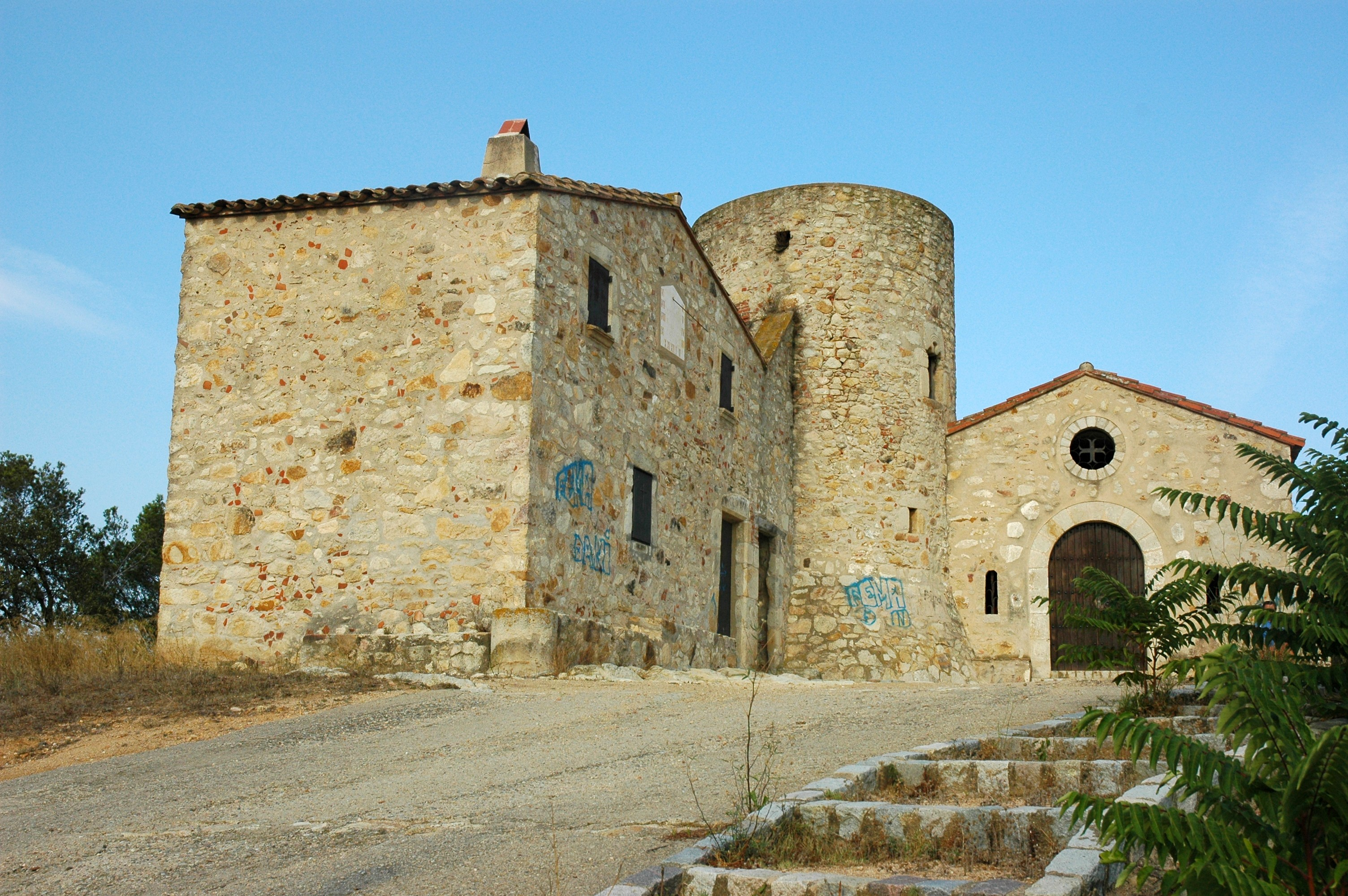
Ermita de Santa Bàrbara de Blanes